# Asemonea tenuipes
Asemonea tenuipes är en spindelart som först beskrevs av Pickard-Cambridge O. 1869.  Asemonea tenuipes ingår i släktet Asemonea och familjen hoppspindlar. Inga underarter finns listade i Catalogue of Life.

## Bildgalleri

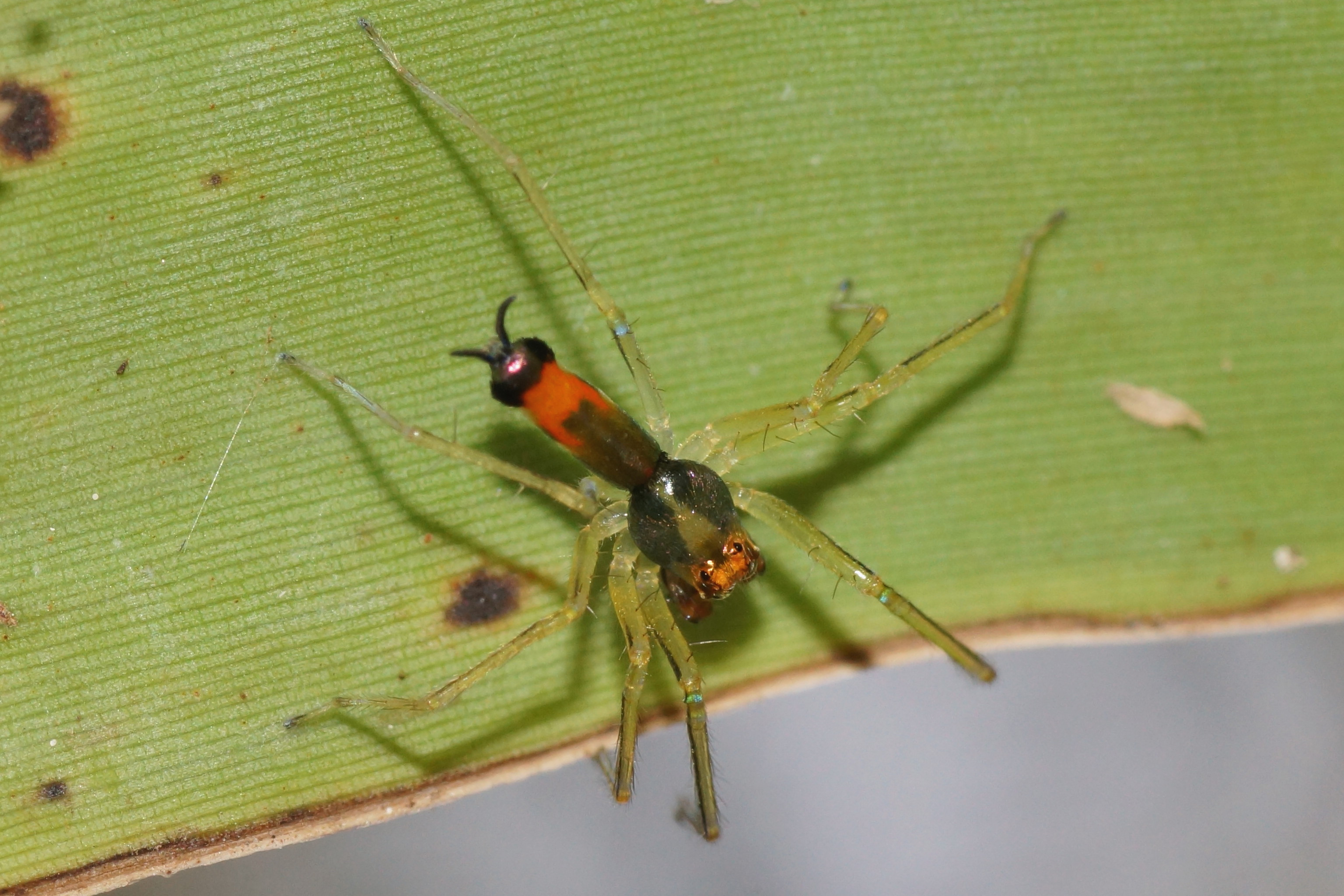